# Венецианско-турска война (1463 – 1479)
Венецианско-турската война се води между Република Венеция (с нейните съюзници) и Османската империя от 1463 до 1479 г.

## Военни действия
Войната се провежда в Морея (т.е. Пелопонес), Негропонте (т.е. Евбея), Албания и Егейско море. Завършва с победа на Османската империя и мирен договор в Константинопол от 25 януари 1479 г. Морея, Негропонте и цяла Албания преминават в състава на Османската империя. Всъщност главната цел на османците е превземането на стратегическата крепост Розафа в Шкодра, с което е завършено усвояването на албанските територии със свободен и неограничен достъп на Османската империя до Адриатика. По този начин се заздравявала вече установената османска власт над сръбските земи с т.нар. Сръбско поморие.

## Мирен договор
За сключването на мирния договор посредник е венецианският адмирал Томазо Малипиеро, който е натоварен от дожа да иска мир и в края на пролетта на 1478 г. пристига от Шкодра в Кюстендил.

## Свързани събития
По време на войната, и на понтификата на Сикст IV, на 12 ноември 1472 г. в Успенския събор в Москва е сключен династичния брак между Иван III и София Палеологина, с което е дадена легитимация на най-големия геополитически проект на новото време. Бракът с потомката на византийските императори допринесъл за издигането на авторитета на московските князе и налагането им над останалите руски държавици. Техен внук е първият руски цар - Иван Грозни.

## Командири
Съюзниците на Венеция са Лежката лига, маниотите и разни т.нар. гръцки въстаници. Командири на войските на Венеция са:
- Алвизе Лоредан
- Джакомо Лоредан
- Сиджизмондо Малатеста
- Веторе Капело
- Антонио да Канал
- Пиетро Мочениго
- Скендербег

Командири на османците са:
- Султан Мехмед II
- Тураханоглу Йомер Бей
- Махмуд Паша Ангелович